# هربرت باور
هربرت باور (بالألمانية: Herbert Bauer)‏ هو طيار ألماني، ولد في 16 أبريل 1919 في إنسبروك في النمسا، وتوفي في 24 مارس 1997 في بوينس آيرس في الأرجنتين.